# Kortstjärtad glansstare
Kortstjärtad glansstare (Onychognathus walleri) är en fågel i familjen starar inom ordningen tättingar.

## Utseende och läte
Kortstjärtad glansstare är en medelstor stare med rätt kort och tvärt avskuren stjärt. Grundfärgen är blåsvart och honan uppvisar grått på huvud och bröst. På vingarna har den en stor roströd fläck som syns väl i flykten. Arten liknar kolstaren, men är större och knubbigare samt har rött öga. Andra starar av släktet Onychognathus har längre stjärt. Bland lätena hörs olika behagliga och visslande ljud.

## Utbredning och systematik
Kortstjärtad glansstare förekommer i centrala och östra Afrika. Den delas in i tre distinkta underarter med följande utbredning:
- Onychognathus walleri preussi - förekommer i höglänta områden i sydöstra Nigeria och Kamerun samt ön Bioko i Guineabukten
- Onychognathus walleri elgonensis - förekommer i södra Sydsudan, östra Demokratiska republiken Kongo, västra och östra (Mount Elgon) Uganda, Rwanda, Burundi och Kenya (väster om Rift Valley)
- Onychognathus walleri walleri - förekommer i Kenya (öster om Rift Valley) till Tanzania och norra Malawi

## Levnadssätt
Kortstjärtad glansstare hittas i bergsskogar. Där ses den i trädkronorna, ofta i flockar.

## Status och hot
Arten har ett stort utbredningsområde, men tros minska i antal, dock inte tillräckligt kraftigt för att den ska betraktas som hotad. Internationella naturvårdsunionen IUCN listar arten som livskraftig (LC).

## Namn
Fågelns vetenskapliga namn hedrar Gerald Waller, en engelsk naturforskare och samlare i Östafrika. Tidigare kallades den wallerglansstare även på svenska, men tilldelades 2024 ett mer informativt namn av BirdLife Sveriges taxonomikommitté.